# Eurytión

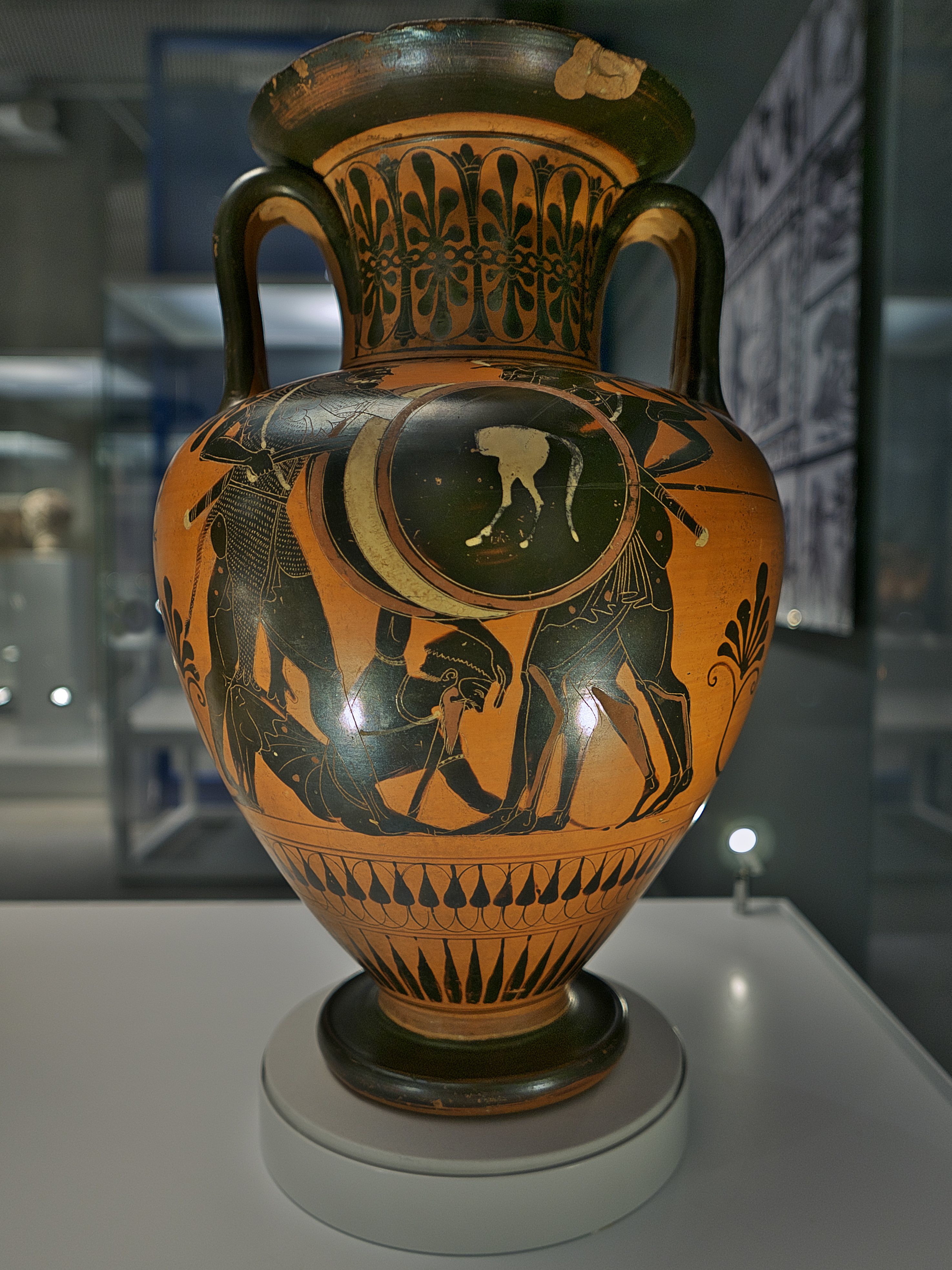
Herákles, Gerión a Eurytión na antické nádobě.

Eurytión (latinsky Eurytion) je v řecké mytologii jméno několika osob či tvorů z řeckých mýtů. 

## Eurytión - král
Asi nejznámější toho jména je fthíjský král Eurytión. Hrdina Péleus se uchýlil pod jeho ochranu a stal se nakonec jeho zetěm a dostal třetinu jeho království. 
Ironií osudu je, že zahynul právě Péleovou rukou, když jím byl nešťastnou náhodou zabit při kalydónském lovu.

## Eurytión - Kentaur
Jiný Eurytión byl jedním z Kentaurů, divokých polomužů či polokoní, kteří žili v horách Thessálie. Mezi Kentaury byl považován za nejsilnějšího. 
Zúčastnil se na pozvání svatby krále Lapithů Peirithoa. V průběhu hostiny se Kentauři opili a chtěli unést novomanželku Hippodameiu i jiné přítomné lapithské ženy. Strhl se divoký boj mezi Kentaury a ostatními hosty a většina Kentaurů v něm zahynula. 

## Eurytión - obr
Jmenoval se tak i obr, který hlídal Géryonova stáda na ostrově Erythei. Když zde Héraklés plnil jeden ze svých těžkých úkolů, kdy měl na příkaz krále Eurysthea přihnat tato stáda do Mykén. 
Stáda trojtělého obra Géryona byla daleko na západě, v blízkosti dnešního Gibraltaru, kde Héraklovi pomohl bůh slunce Hélios. Na ostrově se na Hérakla vrhl Géryonův dvouhlavý pes Orthos a obr Eurytión, kteří spolu stáda hlídali. Héraklés je oba zabil, po nich i Géryona a pak stádo přihnal až na Peloponnés. Aby toho bylo víc, cestou ještě přemohl siláka Eryka a obra Káka, kteří mu kradli kusy dobytka. 